# BCM Gravelines-Dunkerque

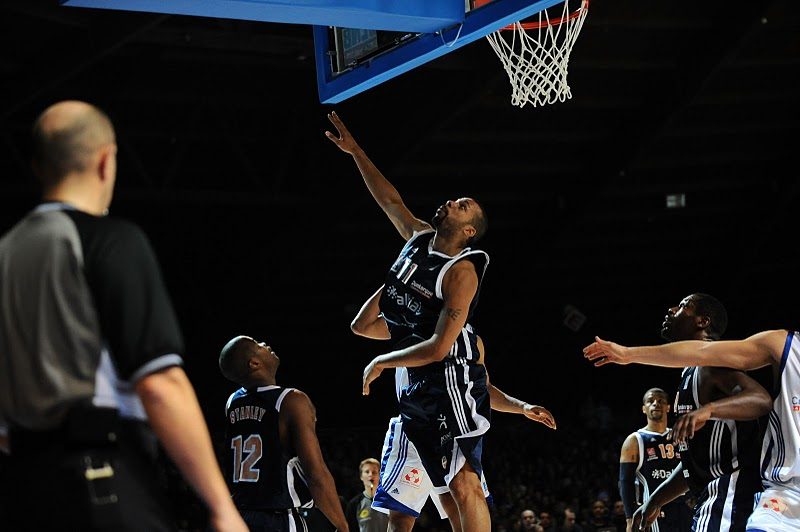
Voormalig basketbalspeler Cyril Akpomedah aan het werk voor BCM.

BCM Gravelines-Dunkerque (voluit: Basket Club Maritime Gravelines-Dunkerque) is een Noord-Franse basketbalclub gevestigd in Grevelingen. De club komt momenteel uit in de LNB Pro A, de hoogste afdeling van het Franse profbasketbal. 

## Geschiedenis
Wanneer AS Huttes en US Gravelines in 1984 besluiten te fusioneren, wordt BCM opgericht. Het palmares van de club omvat onder andere een titel in de tweede afdeling (1987), Franse bekerwinst (2005) en een tweevoudige winst van de Leaders Cup (2011 en 2013).

## Stadion
De thuiswedstrijden van BCM Gravelines-Dunkerque worden afgewerkt in het multifunctionele sportcomplex Sportica, gevestigd aan de Boulevard de l'Europe in Grevelingen. De huidige capaciteit bedraagt ongeveer 3.000 plaatsen. Op termijn kan het stadion 4.000 toeschouwers ontvangen. Naast basketbal biedt Sportica ruimte voor onder andere bowling, rolschaatsen en zwemmen.